# クルト・フーバー

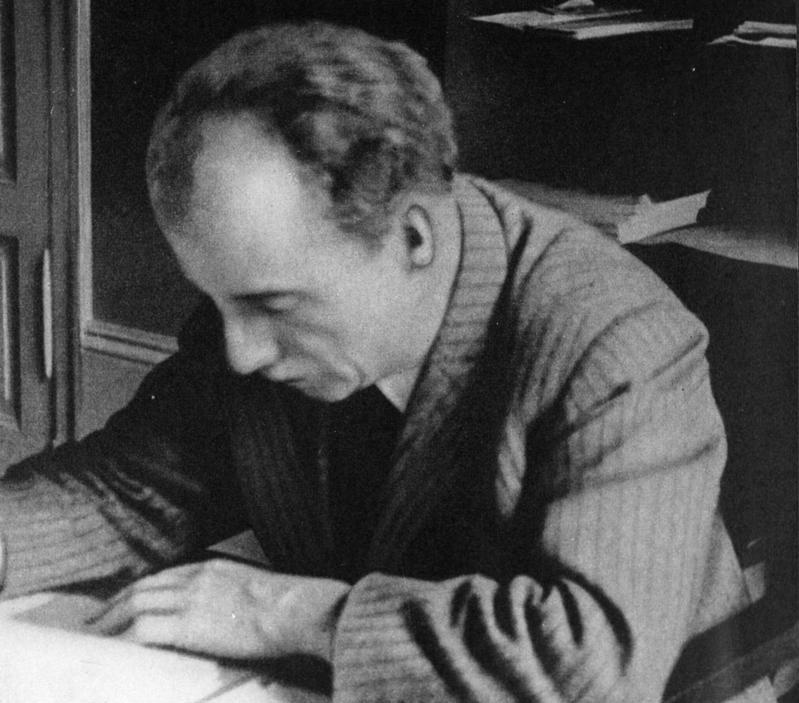
クルト・フーバー

クルト・フーバー（Kurt Huber, 1893年10月24日-1943年7月13日）は、ドイツの哲学者、音楽評論家。白バラ抵抗運動のメンバーの一人。国家反逆罪により、民族裁判所で死刑判決を受け、処刑された。

## 生涯
1893年、スイスのクールにて生まれる。4歳のときドイツのシュトゥットガルトに移住する。幼いときの熱病の影響で、足を引きずる程度の障害があった。1917年、音楽学で学位をとる。1920年、大学教授の資格を得る。1926年、ミュンヘン大学で、客員教授として、心理学や哲学の講義を持つこととなる。1933年のナチス政権獲得には、共感していたと言われるが、身体障害者を排除し始めたナチスに反感を抱いていた。それでも、1939年、妻の独断と本人の事後承認で、ナチス党員に籍を置くこととなる。ミュンヘン大学での彼の講義は、ナチスに否定されていた人物、特にユダヤ人哲学者についてのことも取り上げ、学生にも人気が出始める。時には、ナチス批判も口にしたともいわれる。
1942年、講義を受けていた一人のハンス・ショルと知り合いになる。『白いバラ』のビラが自宅に郵送されたが、フーバーは効果が期待できないと当初は否定的であった。7月22日の送別会に招かれ、その席で、「文化財保護の観点からも、戦争を直ちにやめさせるためには、武器をもってでも全力をつくすべき」とフーバーは口走るが、同じ場にいたショルが賛同する。12月9日に、ハンス・ショルは『白いバラ』のメンバーであることを、フーバーに明かす。フーバーも相談役として『白いバラ』のメンバーとして会議に参加することとなる。1943年2月には、フーバーは『白いバラ』の最後のビラである六枚目の文章の草稿を作成する。その草稿の最後の「誇り高き国防軍に参加しよう」という部分が、ドイツ国防軍の良心的グループに期待を抱いていたフーバーによって書かれたのだが、メンバーにより削られてビラとなった。フーバーは、不満をもらしている。
1943年2月18日、ハンス・ショルとゾフィー・ショルが逮捕され、翌日クリストフ・プロープストも逮捕され、2月22日には3人に死刑判決が下り即日執行される。3人の逮捕を知ったフーバーも、手紙や文書を焼却するものの、2月27日に逮捕される。「大反逆の審判も、私から大学教授の尊厳と、世界の国家に対する見解を堂々と勇気をもって公言する。人間の尊厳とを奪うことはできない。厳しい歴史の流れは、わたしの行動と目的の正しさを証明してくれると思う」との正々堂々の論述がなされるが、アレクサンダー・シュモレルやヴィリー・グラーフと同時に4月19日に死刑判決が下りる。死刑判決後も、出版社から依頼されたライプニッツの評伝を書いていた。 ミュンヘンのシュターデルハイム刑務所で、シュモレルと同日の7月13日にて、ギロチンで処刑される。50歳であった。